# Mercury-Atlas 8
A Mercury-Atlas 8 (MA-8) foi um voo espacial tripulado norte-americano e a quinta missão tripulada do Projeto Mercury. Ela foi lançada da Estação da Força Aérea de Cabo Canaveral na Flórida em 3 de outubro de 1962, com o astronauta Walter Schirra permanecendo em órbita da Terra por nove horas a bordo da espaçonave que ele nomeou de Sigma 7. Os principais objetivos da missão eram uma série de avaliações técnicas da nave em vez de experimentações científicas, sendo até então o voo espacial mais longo já realizado pelos Estados Unidos. A missão confirmou a durabilidade da capsula espacial Mercury em preparação para a Mercury-Atlas 9, um voo programado para ter uma duração de um dia e ser lançado no ano seguinte.
O planejamento para o voo orbital começou em fevereiro de 1962 para uma programada duração de seis ou sete órbitas, com o objetivo de continuar as realizações das missões anteriores. A NASA anunciou oficialmente a Mercury-Atlas 8 em 27 de junho, com o plano de voo sendo finalizado no final do mês seguinte. Seu lançamento foi adiado em duas semanas por causa de problemas no foguete Atlas LV-3B. Os únicos problemas técnicos observados durante a missão foram pequenas falhas nos motores e um controlador de temperatura defeituoso no traje espacial. A Sigma 7 voou tanto no modo automático quanto no passivo por longos períodos enquanto Schirra monitorava os instrumentos e realizava pequenos experimentos científicos. A nave amerrissou no Oceano Pacífico depois de nove horas no espaço e foi resgatada pelo porta-aviões USS Kearsarge.
Os resultados científicos não foram de grande proveito. Schirra retornou saudável depois de ficar confinado em um ambiente de microgravidade, porém observações da superfície foram improdutivas por causa de nuvens e má qualidade das fotos. A reação pública e política foi pequena quando comparada às missões anteriores, pois a Crise dos Mísseis de Cuba logo sobrepujou as notícias da Corrida Espacial. A Mercury-Atlas 8 foi considerada um sucesso técnico: todos os objetivos de engenharia foram alcançados sem grandes mal-funcionamentos e a Sigma 7 consumiu menos combustível do que o esperado. Isto confirmou as capacidades da espaçonave e permitiu que a NASA prosseguisse com confiança para a Mercury-Atlas 9.

## Antecedentes
Os Estados Unidos estavam em uma disputa geopolítica com a União Soviética no final da década de 1950 e início da de 1960. Os soviéticos lançaram em 4 de outubro de 1957 o Sputnik 1, o primeiro satélite artificial da história. Isto demonstrou que a União Soviética era capaz de lançar armas nucleares a distâncias intercontinentais, ao mesmo tempo que desafiava a reivindicação de superioridade militar, econômica e tecnológica dos Estados Unidos. Isto precipitou a Crise do Sputnik e iniciou a Corrida Espacial. O presidente norte-americano Dwight D. Eisenhower criou em 1958 a NASA e iniciou o Projeto Mercury.
Os dois países já tinham voado duas missões espaciais tripuladas até o início de 1962. Entretanto, a percepção era de que os Estados Unidos estava ficando para trás; suas missões, Mercury-Redstone 3 e Mercury-Redstone 4, tinham sido voos suborbitais de quinze minutos. Por outro lado, as missões da União Soviética tinham orbitado a Terra por completo, com sua segunda, a Vostok 2, tendo permanecido no espaço por um dia completo. Os norte-americanos esperavam diminuir a diferença usando o novo e mais poderoso foguete Atlas LV-3B para finalmente alcançar a órbita nas missões seguintes.
A NASA anunciou em novembro de 1961 seus dois primeiros voo orbitais. A Mercury-Atlas 6 foi lançada em 20 de fevereiro de 1962 com John Glenn a bordo. A missão seguinte foi a Mercury-Atlas 7 em 24 de maio com Scott Carpenter. Os planejamentos para a Mercury-Atlas 8 começaram em fevereiro com o objetivo de alcançar "seis ou sete" órbitas, um passo intermediário em direção às dezoito órbitas para um dia no espaço. A decisão de se realizar seis órbitas em vez de sete foi tomada devido às regras da missão e contingências das operações de recuperação; uma órbita extra necessitaria de mais navios de resgate em qualquer ponto de sua trajetória no decorrer de dezoito horas. Esta escolha também alterou o ponto ideal de recuperação, que passou para o Oceano Pacífico em vez do Oceano Atlântico.
A pressão começou a ficar maior sobre a NASA para que uma missão mais longa fosse estabelecida. A agência anunciou seus planos para a Mercury-Atlas 8 em 27 de junho de 1962, afirmando que ela teria uma duração de "até seis órbitas". A União Soviética não tinha feito lançamentos tripulados desde a volta da Vostok 2 em agosto de 1961. O Projeto Mercury estava ganhando fôlego e a imprensa estava especulando que a missão de um dia de duração estaria por vir. Entretanto, os soviéticos lançaram as missões Vostok 3 e Vostok 4 em dias seguidos de agosto de 1962. Elas completaram, respectivamente, 64 e 48 órbitas, pouco menos de quatro e três dias, pousando em 15 de agosto com minutos de diferença. Isto era muito além do que qualquer coisa planejada para o Projeto Mercury. A NASA por pouco tempo considerou modificar a capsula espacial para que ela tivesse capacidades ativas de manobras e acoplamento, porém a ideia foi abandonada depois das implicações de tempo e segurança terem sido analisadas.

## Tripulação
| Principal | Principal             | Reserva | Reserva              |
| Posição   | Astronauta            | Posição | Astronauta           |
| --------- | --------------------- | ------- | -------------------- |
| Piloto    | Walter M. Schirra Jr. | Piloto  | L. Gordon Cooper Jr. |

Schirra originalmente fora nomeado o reserva de Donald Slayton na Mercury-Atlas 7. Entretanto, Slayton foi desqualificado como astronauta em 15 de março de 1962 por problemas de saúde. Carpenter foi escolhido como o novo principal, em vez do reserva oficial que era Schirra. A justificativa dada foi que Carpenter tinha acumulado muito treinamento na capsula Mercury em sua capacidade de reserva da Mercury-Atlas 6, que fora adiada repetidas vezes. Schirra foi anunciado como o piloto principal da Mercury-Atlas 8 em 27 de junho, com Gordon Cooper de reserva. Isto repetia o padrão de reserva em uma missão e principal na seguinte que fora usado durante todo o programa.

## Preparativos

### Objetivos

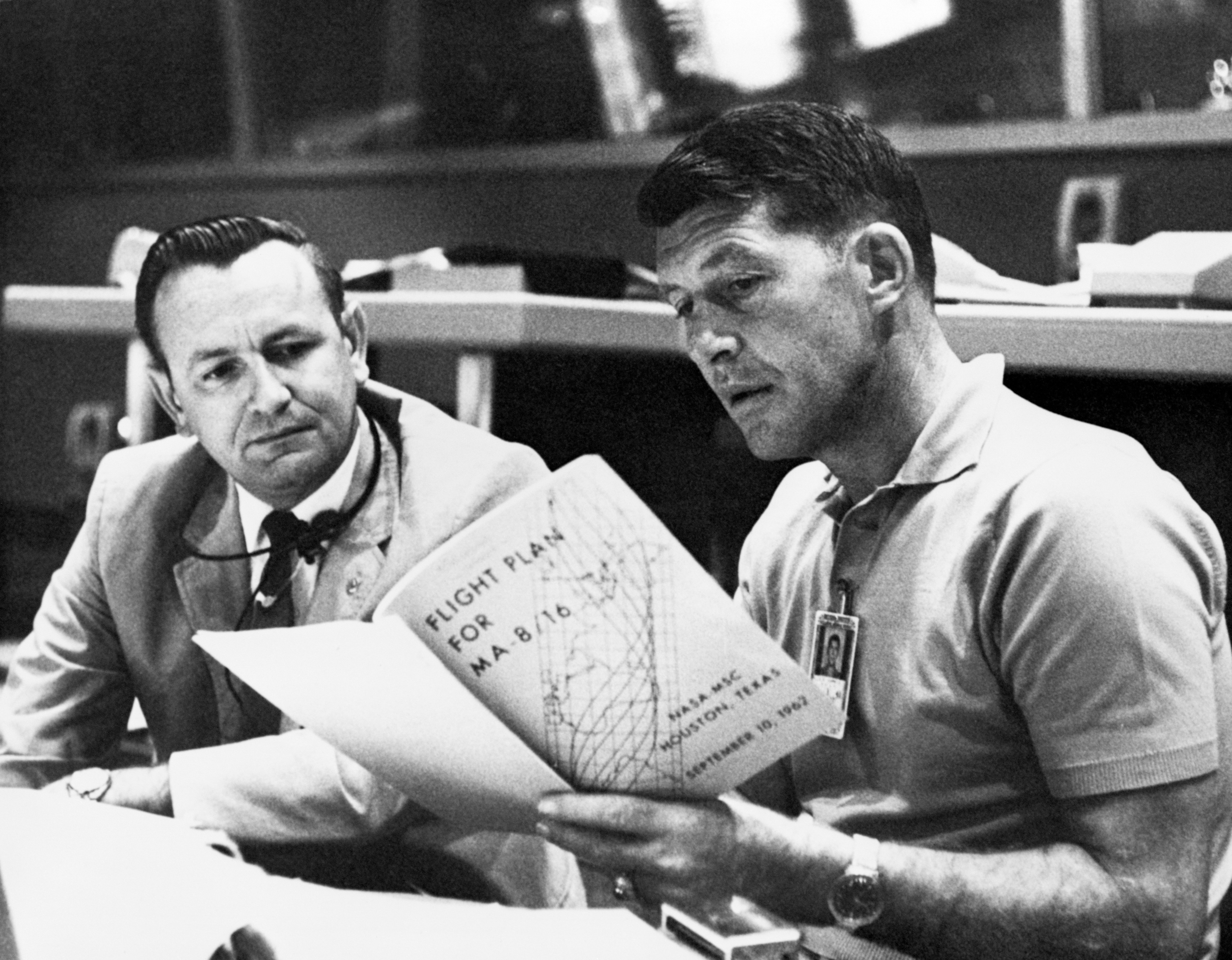
Schirra discutindo o plano de voo junto com o diretor de voo Christopher Kraft.

O plano de voo original da Mercury-Atlas 8 foi revelado em 27 de julho de 1962. Ele foi levemente revisado em agosto e setembro, porém permaneceu praticamente o mesmo até o lançamento. O objetivo do voo era que a missão fosse orientada para a engenharia, focando-se na operação da espaçonave em vez de experimentações científicas, desta forma ajudando a formar o caminho para uma futura missão de longa duração. Schirra escolheu batizar sua capsula espacial de Sigma 7 a fim de refletir esse foco. Ele pegou a letra grega sigma, que é usada como símbolo matemático para somatória, como uma apropriada para significar "avaliação de engenharia", com o numeral "7" sendo uma referência aos sete astronautas do Grupo 1 da NASA.
Os objetivos da missão envolviam a avaliação do desempenho da espaçonave, além do efeito prolongado que a microgravidade poderia ter sobre o astronauta. Sistemas específicos da nave também seriam avaliados e testados. O sistema mundial de rastreamento e comunicação também seria testado para ver o quão bem eles se desempenhariam em uma missão de seis órbitas. Os experimentos de controle de voo incluíam virar a espaçonave manualmente, manobras de rolamento e giro a fim de determinar o quão fácil era controlar a atitude, realinhamento dos giroscópios de bordo e deixar a nave à deriva em órbita.
Quatro experimentos científicos foram planejados, dois dos quais necessitavam do envolvimento ativo de Schirra e os outros dois não. O primeiro envolvia o astronauta procurar por sinalizadores enquanto passava sobre Woomera na Austrália e por uma lâmpada de arco de xenônio sobre Durban na África do Sul. O segundo era para que Schirra tirasse dois conjuntos de fotografias usando uma câmara Hasselblad de setenta milímetros e também fotografias coloridas convencionais. Ele deveria se focar em elementos geológicos e formações de nuvens, com as fotos precisando ser tiradas com filtros coloridos entregues pelo Escritório de Meteorologia. Este tinha a intenção de ajudar na calibração da refletância espectral das nuvens e elementos da superfície, que por sua vez ajudariam no melhoramento de câmeras para futuros satélites meteorológicos. Os pacotes de experimentos passivos eram dois conjuntos de películas fotográficas sensitivas a radiação, criados pelo Centro de Voos Espaciais Goddard e pela Escola de Medicina da Aviação da Marinha, e um conjunto de oito materiais ablativos experimentais do lado de fora da espaçonave que seriam testados na reentrada.

### Equipamentos
A espaçonave e o foguete usados na Mercury-Atlas 8 eram praticamente idênticos àqueles que tinham sido utilizados nas duas missões orbitais anteriores. A maior modificação era a remoção dos cobertores que ficavam nos retrofoguetes, feita com o objetivo de reduzir peso, e a adição de um sistema de fixação e variação de som. Este último seria ejetado no momento que o paraquedas principal fosse acionado, assim ajudando as equipes de resgate a encontrarem a nave com mais facilidade depois da amerrissagem. Também foram feitas várias modificações no sistema de controle de reação, com o equipamento de comunicação sendo atualizado.
O foguete Atlas também recebeu algumas modificações, incluindo injetores de combustível aprimorados e um novo ignitor de combustível hipergólico em vez do antigo ignitor pirotécnico. Isto eliminaria os problemas de instabilidade de combustão e permitiria que o foguete fosse liberado imediatamente assim que alcançasse potência máxima depois de ser segurado na plataforma de lançamento por alguns momentos depois da ignição. Houve vários atrasos para deixar o veículo pronto para o voo. Ele deveria ter sido enviado para Cabo Canaveral em julho de 1962, porém sua entrega foi adiada em um mês depois de não ter passado em um teste realizado pela construtora Convair.

### Pré-lançamento

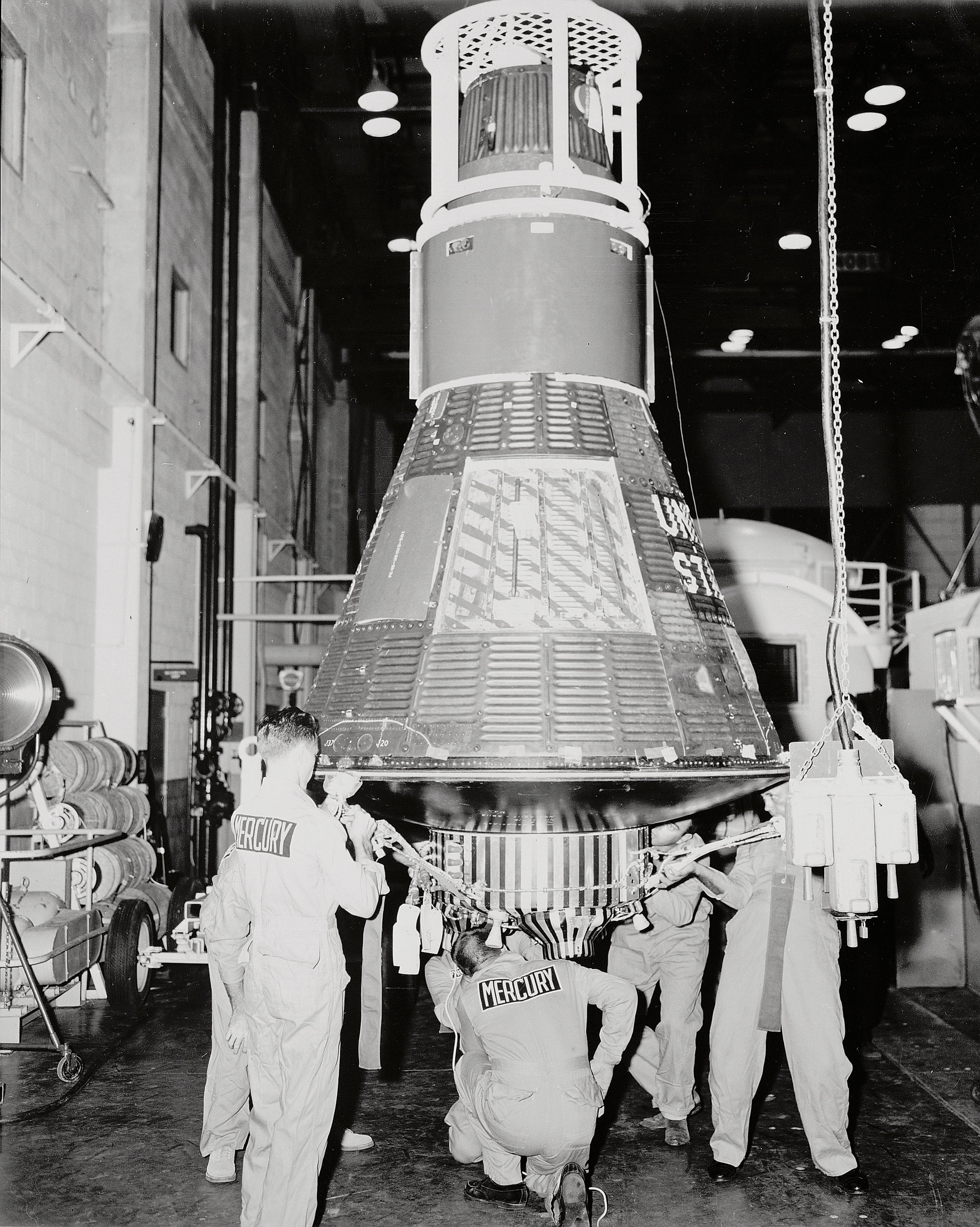
A Sigma 7 em 10 de setembro sendo preparada para o lançamento.

A capsula Mercury número 16 foi entregue na Estação da Força Aérea de Cabo Canaveral em 16 de janeiro de 1962. O foguete Atlas LV-3B de número 113-D foi aprovado pela NASA na fábrica da Convair em 27 de julho, sendo entregue em Cabo Canaveral no dia 8 de agosto. Entretanto, a Força Aérea dos Estados Unidos revelou pouco depois que o voo teste Mercury-Atlas 3 de abril de 1961 tinha sofrido falhas nas turbobombas dos motores, enquanto um foguete SM-65F Atlas de abril de 1962 tinha explodido segundos após o lançamento por mal-funcionamento do mesmo equipamento. A Força Aérea recomendou que a NASA realizasse um teste estático no 113-D por garantia. Os testes foram marcados para ocorreram entre 6 e 24 de setembro, o que permitiria um lançamento em 3 de outubro. Um teste estático de fogo iria expor a turbobomba à falha em questão. Um vazamento de combustível causou atrasos. O teste estático de fogo ocorreu em 8 de setembro, com o foguete sendo liberado para montagem no dia 18.
Também houve certa preocupação sobre o cinturão de radiação gerado em órbita pelos recentes testes nucleares da Operação Dominic, que estavam ocorrendo desde maio no Oceano Pacífico, e seu efeito potencialmente perigoso para voos espaciais tripulados, porém amplos estudos realizados em setembro concluíram que era seguro prosseguir com a missão. Esperava-se que o exterior da capsula espacial recebesse uma dosagem de aproximadamente quinhentos röntgens de radiação ionizante, algo que sem proteção poderia causar a morte de um humano em poucas horas, porém foi concluído que a proteção da espaçonave e o efeito de sua estrutura em si reduziria esse número para por volta de oito röntgens sobre o astronauta, o que estava dentro dos limites de tolerância.
Schirra começou seus treinamentos no início de julho, acumulando 29 horas em simuladores e 31 horas dentro da própria espaçonave. Isto incluiu vários testes dos sistemas e três voos simulados, culminando com uma simulação de seis horas e meia em 29 de setembro com a Sigma 7 e o Atlas montados na plataforma de lançamento. Durante esse período, o presidente John F. Kennedy fez uma visita a Schirra e à equipe no dia 11. A missão foi confirmada para prosseguir em 1º de outubro, dependendo apenas do clima. Uma grande preocupação foi o Furacão Daisy no Oceano Atlântico, porém também haviam preocupações sobre uma série de tufões no Pacífico que poderiam colocar em risco as operações de resgate. Foi tomada a decisão de lançar a missão na manhã seguinte durante uma reunião na tarde de 2 de outubro.

## Missão

### Lançamento

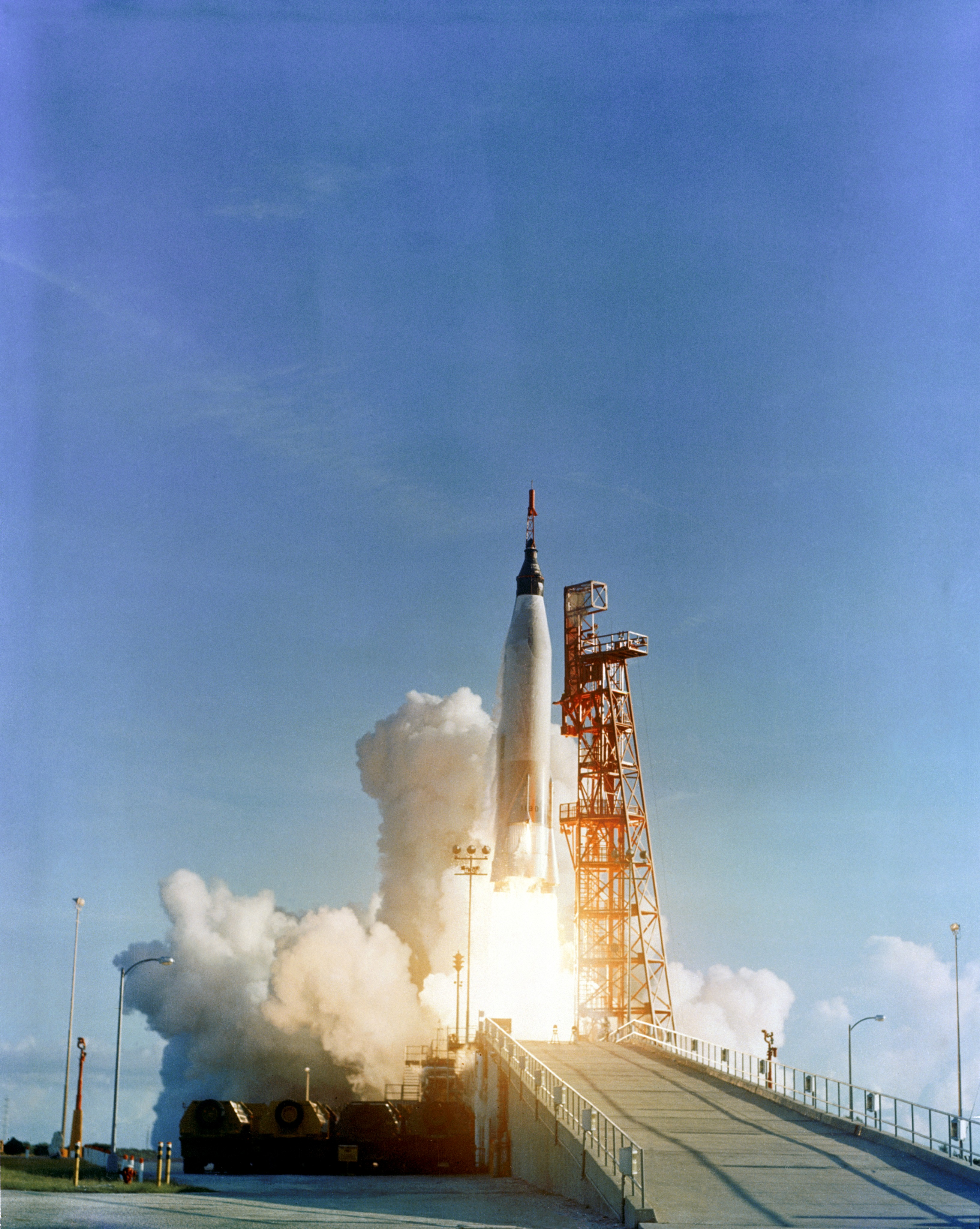
O lançamento da Mercury-Atlas 8 em 3 de outubro de 1962.

Schirra foi acordado às 1h40min ET da madrugada do dia 3 de outubro. Ele tomou um café da manhã que incluía uma anchova que o próprio tinha pescado no dia anterior e em seguida passou por um rápido exame médico, partindo para a plataforma de lançamento às 4h. Schirra entrou na Sigma 7 quarenta minutos depois e encontrou um sanduíche de carne que fora deixado para ele no "porta-luvas", iniciando suas checagens pré-lançamento. A contagem regressiva prosseguiu como planejado até às 6h15min, quando houve uma pausa de quinze minutos para que a estação de rastreamento das Ilhas Canárias pudesse concertar seu radar.
O lançamento da Mercury-Atlas 8 ocorreu às 8h15min12s do Complexo de Lançamento 14 da Estação da Força Aérea de Cabo Canaveral na Flórida. A saída da torre ocorreu sem problemas, porém houve um momentâneo rolamento em sentido horário que chegou a 7,83 graus por segundo e aproximou-se do limite máximo para que o sistema de aborto fosse acionado. Este problema foi posteriormente identificado como tendo sido causado por um pequeno mal alinhamento dos motores principais que foi mantido sob controle pelos propulsores Vernier. A propulsão mantenedora do motor ficou um pouco abaixo do normal durante o lançamento e o consumo de combustível foi maior do que o padrão, possivelmente devido a um vazamento no sistema de combustível.
Slayton, o comunicador com a capsula, perguntou a Schirra depois de três minutos e meio de voo se "Você é uma tartaruga hoje?". Schirra anunciou normalmente que estaria trocando para o gravador de voz de bordo para deixar sua resposta, em vez de transmiti-la pelo circuito de rádio; a transcrição das comunicações da missão anotou esse momento como "[resposta correta gravada]". O "clube da tartaruga" era uma piada recorrente entre os astronautas; ao ser desafiado com essa pergunta, a resposta correta era "pode apostar sua bunda linda que sim", com a punição por não dar a resposta sendo que o astronauta em questão deveria pagar bebidas para todos os outros. Schirra posteriormente comentou que ele "não estava pronto para que o mundo todo ouvisse" e escolheu usar o gravador de bordo com o objetivo de evitar responder em um canal aberto.
O Atlas voou em uma trajetória levemente elevada e isto fez com que os propulsores cortassem dois segundos antes do planejado, porém o motor de mantenedor continuou ligado dez segundos a mais do que o previsto, dando uma velocidade extra de 4,6 metros por segundo e assim colocando a Sigma 7 em uma órbita mais elevada. Analises iniciais da trajetória confirmaram que a capsula poderia continuar em uma órbita estável por até sete órbitas, garantindo que não haveria necessidade de encurtar a missão.

### Operações
Schirra estabilizou a Sigma 7 depois dela ter se separado do Atlas e lentamente a posicionou na atitude correta; ele deliberadamente fez movimentos bem lentos com o objetivo de conservar combustível, conseguindo posicionar sua espaçonave usando apenas meio por cento de suas reservas de combustível. Schirra brevemente acompanhou visualmente o trajeto de seu foguete utilizado, que estava rodando e passando lentamente pela nave, porém ele não tentou se mover em sua direção. O astronauta voltou sua atenção para testes manuais da espaçonave enquanto ela movia-se sobre o Atlântico, algo que ele considerou um pouco desleixado quando comparado a o sistema semiautomático.
O astronauta começou a sentir superaquecido enquanto cruzava a costa oriental da África; este problema também foi percebido pelos controladores de voo, que começaram a debater com o cirurgião de voo se era seguro continuar a missão ou que ela deveria ser encerrada ao final da primeira órbita. Christopher Kraft, o diretor de voo, seguiu o conselho do médico e permitiu uma segunda órbita a fim de ver se o problema iria se estabilizar. Schirra foi capaz de estabilizar o problema com o passar do tempo ao lentamente colocar seu traje espacial para funcionar em um modo de alto nível de resfriamento; ele comparou o calor com "cortar a grama no Texas".
Schirra procurou pelo sinalizador lançado do solo enquanto passava sobre a Austrália, porém sua visão foi obscurecida por nuvens; ele mesmo assim conseguiu observar raios e a iluminação de Brisbane. Durante a noite sobrevoou o Pacífico e testou o periscópio de bordo, porém achou que era difícil de usar e rapidamente o cobriu assim que o Sol nasceu. Schirra relatou sobre o México que estava em uma "configuração de chimpanzé", significando que a Sigma 7 estava voando de modo totalmente automático sem nenhuma influência sua. Ele começou sua segunda órbita testando uma manobra com o eixo vertical usando a Terra de referência vista de sua janela, em vez de usar o periscópio.

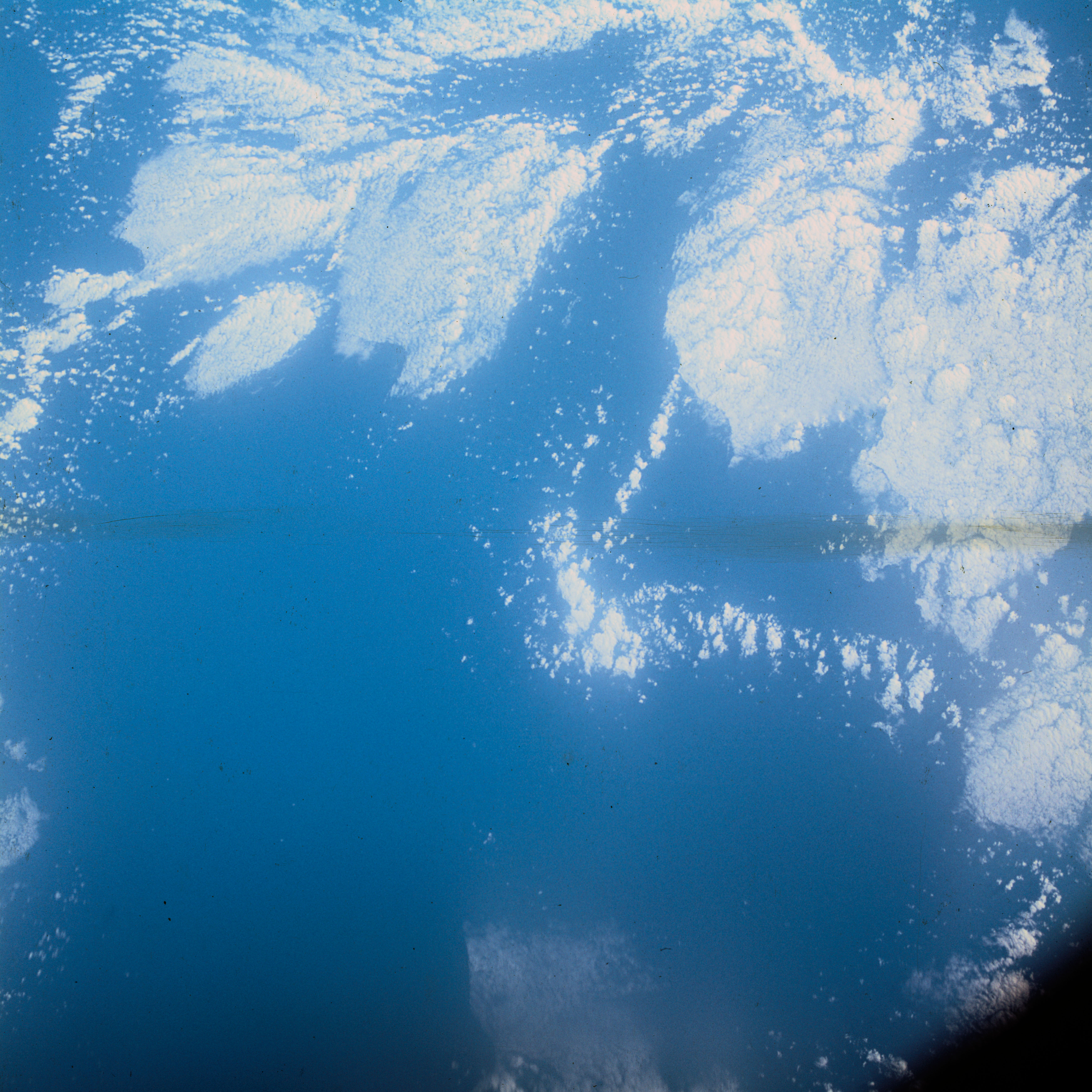
Formações de nuvens sobre o Oceano Atlântico, fotografadas por Schirra em sua quarta órbita.

Schirra confirmou durante sua segunda órbita a existência dos "vaga-lumes" de Glenn, a queda de pequenas partículas brilhantes observadas pela primeira vez na Mercury-Atlas 6. À noite ele praticou mais manobras no eixo vertical, desta vez usando a Lua e as estrelas como seus pontos de referência. Isto mostrou-se mais difícil de se fazer, já que as pequenas janelas da Sigma 7 muito limitavam seu campo de visão, dificultando a identificação das constelações. Schirra novamente voltou para o voo automático enquanto passava sobre o Pacífico, conversando com Gus Grissom na estação de rastreamento do Havaí sobre as qualidades do sistema de controle manual.
Os giroscópios da nave foram desconectados e parte do sistema elétrico foi desligado na terceira órbita, deixando assim que a capsula ficasse à deriva. Schirra aproveitou este período mais tranquilo para testar sua percepção espacial e controle motor, que ele sentiu que permaneceram praticamente inalterados apesar da microgravidade. Também aproveitou para comer um lanche leve. Schirra religou a Sigma 7 enquanto estava sobre o Oceano Índico, prosseguindo para o Pacífico. Ele recebeu a autorização para cumprir na totalidade sua missão de seis órbitas enquanto passava pelo Havaí. Schirra novamente desligou sua espaçonave enquanto sobrevoava a Califórnia para um segundo período à deriva, durante o qual ele aproveitou para tirar fotografias da superfície com a câmera de bordo.
A Sigma 7 continuou à deriva na quarta órbita e a Terra ficou "acima" da espaçonave. Schirra prosseguiu com suas fotografias e tentou, sem sucesso, observar o satélite Echo 1 sobre a África. Ele conversou com Glenn em sua aproximação da Califórnia, com esta conversa de dois minutos sendo transmitida ao vivo pelo rádio e televisão. Os problemas do traje espacial voltaram a ocorrer, com a água condensando no visor; Schirra ficou preocupado com a temperatura interna e evitou abrir o visor para limpá-lo por temer que a temperatura interna do traje se desestabilizasse de novo.

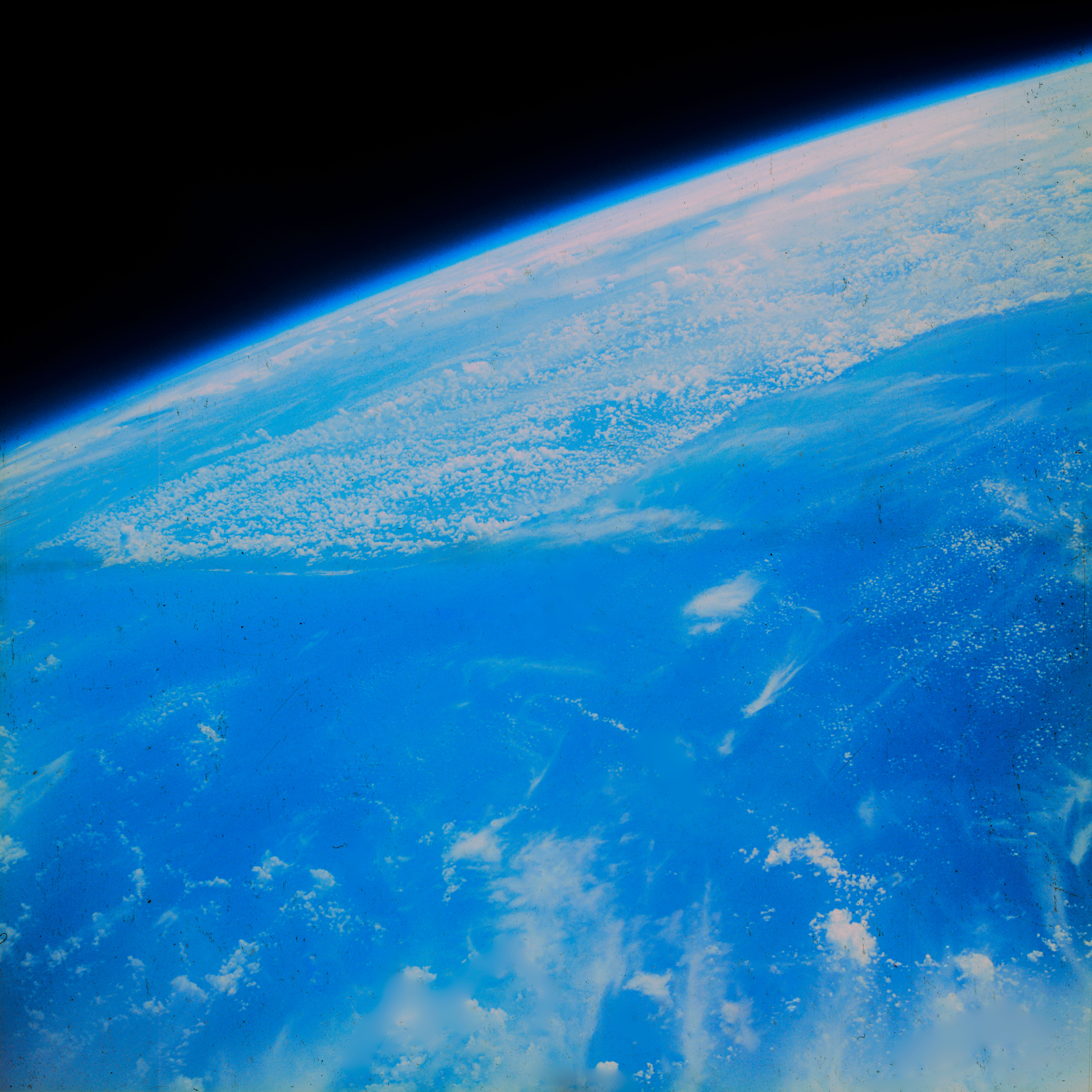
Vista da América do Sul, fotografada por Schirra em sua sexta órbita.

Schirra começou a relaxar a partir da quinta órbita, comentando que era a primeira vez que conseguia relaxar desde dezembro. Se exercitou com uma corda elástica para "um pouco de alongamento", em seguida retomando o controle de atitude manual, relatando viradas exageradas e alto gasto de combustível. Ele voltou para suas observações e fotografias sobre o Atlântico; Schirra não conseguiu observar a lâmpada de xenônio perto de Durban por causa das nuvens, porém conseguiu distinguir as luzes de Porto Elizabeth. Nas Filipinas relatou a situação de seu combustível; ainda restavam oitenta por cento nos tanques de combustível manual e automático.
A estação de rastreamento perguntou a Schirra enquanto ele passava sobre Quito no Equador, ao final de sua quinta órbita, se ele tinha alguma mensagem para passar "em espanhol para as pessoas aqui embaixo". O astronauta fez alguns comentários sobre quão bonito o país parecia do espaço, encerrando com um alegre "Buenos dias, pra todos!". Schirra décadas depois afirmou que ficou furioso nesse momento, pois estava se preparando para a reentrada e não queria ser distraído com declarações públicas.
A sexta órbita foi dominada pelas preparações para a reentrada, porém Schirra conseguiu tirar um último conjunto de fotografias da América do Sul e realizar mais alguns testes de orientação. Ele armou os retrofoguetes sobre o Pacífico e os acionou depois de oito horas e 52 minutos de missão. O sistema de controle automático manteve a Sigma 7 "firme como uma rocha" durante o processo, porém o astronauta percebeu depois que os foguetes foram desligados que eles tinham consumido quase um quarto do combustível.

### Retorno
Schirra usou os propulsores de alta potência enquanto a Sigma 7 continuava em sua trajetória de descida com o objetivo de colocar a espaçonave na atitude correta, comentando posteriormente que o controle de atitude pareceu um pouco "escorregadio". Ele em seguida acionou o sistema de controle de estabilização, um método de controle automático para que o controle fosse mantido durante a reentrada e que consumiu combustível em uma taxa muito elevada. Isto foi um pedido de engenharia específico, com Schirra ficando consternado ao ver o combustível que tinha cuidadosamente economizado ao longo de seis órbitas ser consumido tão rápido.

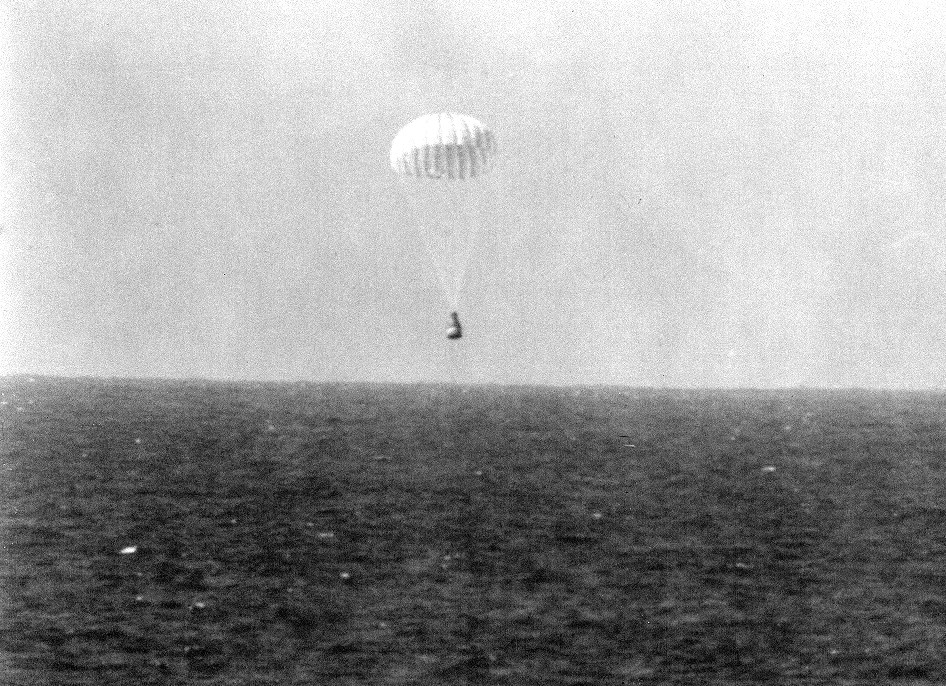
A Sigma 7 desce para a água.

A área de recuperação principal ficava no meio do Pacífico e o grupo de resgate local consistia no porta-aviões USS Kearsarge, que ficou no centro da área de amerrissagem, e outros três contratorpedeiros que se posicionaram ao longo da trajetória orbital. Quatro aeronaves de procura foram designadas para a área, junto com três helicópteros de resgate embarcados no Kearsarge.
A Sigma 7 foi detectada pelo radar do Kearsarge enquanto ainda estava a 320 quilômetros do local de amerrissagem; o contratorpedeiro USS Renshaw a 140 quilômetros de distância relatou o ruído sônico da espaçonave. Schirra acionou o paraquedas auxiliar a doze quilômetros de altitude e o paraquedas principal a 4,6 quilômetros. A amerrissagem foi surpreendentemente precisa, ocorrendo a 7,2 quilômetros do alvo e a apenas oitocentos metros de distância do Kearsarge. Schirra brincou dizendo que estava à caminho do "elevador número três" do porta-aviões. A cápsula acertou a água, submergiu e sacudiu-se de volta para a superfície, endireitando-se depois de trinta segundos. Três mergulhadores de resgate pularam de um dos helicópteros para ajudá-lo a sair da nave, porém o astronauta informou que preferiria ser rebocado até o navio, assim um bote do Kearsarge foi enviado com uma corda.
A cápsula foi içada para o convés do Kearsarge quarenta minutos depois. Schirra então explodiu a escotilha explosiva e saiu da Sigma 7. Examinações posteriores mostraram que ele claramente tinha machucado sua mão por ter operado manualmente o ejetor, algo que ele achou que era uma vindicação importante de Grissom, que sofreu um acidente com a escotilha na Mercury-Redstone 4. Grissom sempre afirmou que a escotilha explodiu sozinha; o fato que ele não tinha se machucado foi visto como evidência de que não tinha acionado a escotilha manualmente, mas que sim fora o resultado de um mal-funcionamento. Schirra permaneceu a bordo do Kearsarge por mais três dias a fim de passar por exames médicos e detalhar suas experiências, enquanto a espaçonave foi levada para o Atol Midway e transferida para uma aeronave para transporte. Depois disso retornou para Cabo Canaveral a fim de ser analisada. O foguete Atlas reentrou na atmosfera em 4 de outubro e se desintegrou.

## Pós-voo

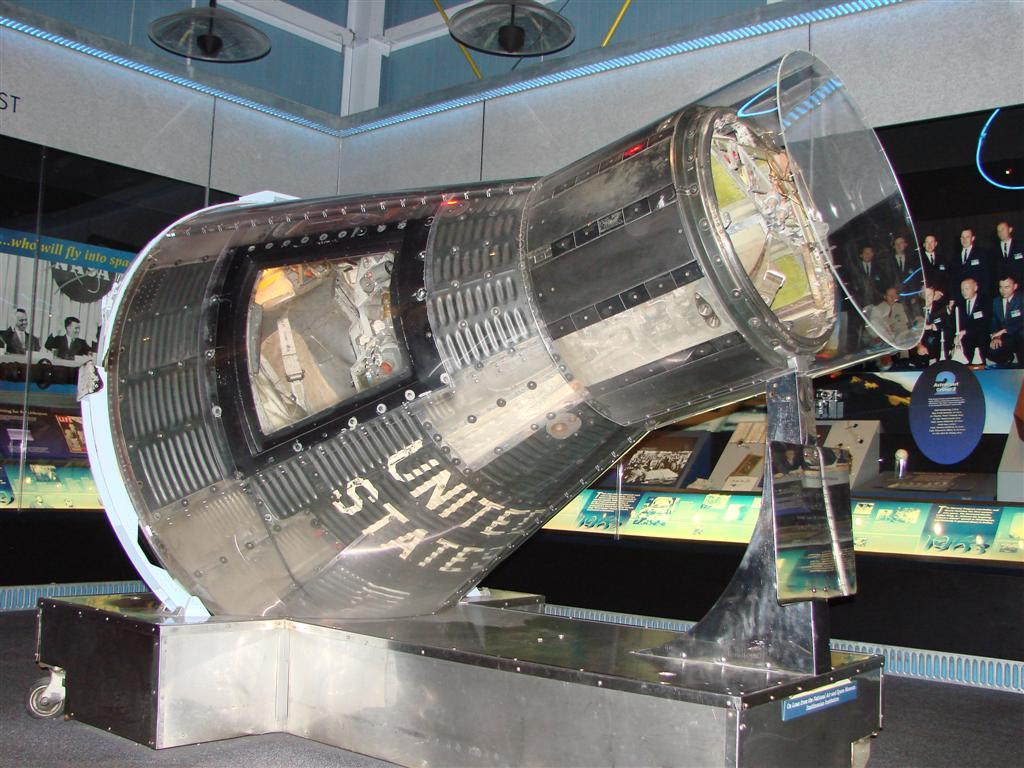
A Sigma 7 em exibição no Hall da Fama dos Astronautas em Titusville, Flórida.

Análises pós-voo não relataram grandes mal-funcionamentos; a única grande anomalia foram os problemas com os controles de temperatura do traje espacial. Todos os objetivos de engenharia para a missão foram considerados completados com sucesso. Considerou-se que as medidas de economia de combustível funcionaram particularmente bem, com o consumo de combustível tendo ficado abaixo do esperado; o relatório oficial creditou isto totalmente a Schirra, mesmo com mudanças técnicas tendo sido implementadas. Análises médicas não encontraram efeitos psicológicos significantes depois de nove horas em microgravidade, também comentando que o astronauta não tinha sido exposto a doses significativas de radiação. Análises das placas sensíveis a radiação confirmaram que o fluxo radioativo foi muito baixo dentro da espaçonave. Os seis materiais ablativos foram considerados satisfatórios de forma geral, apesar de algumas dificuldades em comparar um com o outro.
Os leves experimentos científicos não foram tão bem sucedidos, já que os principais alvos estavam cobertos por nuvens grossas. Mesmo assim, Schirra foi capaz de observar as luzes de cidades próximas dos locais. As fotografias com os filtros do Escritório de Meteorologia funcionaram como planejado, com quinze fotos tiradas. As fotografias coloridas foram não foram tão bem sucedidas, com muitas das catorze tiradas ficando inutilizáveis por problemas de exposição ou excesso de nuvens. Dessa forma, as fotografias convencionais não foram usadas nas análises científicas devido esses problemas. Schirra comentou que a grande quantidade de nuvens mundialmente poderia ser problemática em atividades semelhantes no futuro; entretanto, a África e o sudoeste dos Estados Unidos estavam perfeitamente limpos. Os exames médicos do astronauta não revelaram nada de significativo além de uma hipotensão postural causada por ele ter ficado sentado dentro de uma espaçonave apertada por várias horas.
O relatório de Schirra comentou o avistamento dos "vaga-lumes" observados nas duas missões anteriores, enfatizando o incrível efeito visual da camada da atmosfera sendo visível no horizonte. Entretanto, ele não ficou muito impressionado com a vista da Terra do espaço; a quantidade de detalhes que pode distinguir era equivalente a uma aeronave de grande altitude, dizendo que não havia "nada de novo" quando comparado a estar voando a quinze quilômetros de altitude. De forma geral, Schirra concluiu que a Sigma 7 estava "no topo da lista" das aeronaves que já tinha voado, superando o Grumman F8F Bearcat. Ele definiu a própria missão como "de acordo com o planejado".
Schirra deu uma palestra na Universidade Rice depois de retornar para Houston, onde também desfilou pela cidade em uma parada. Entretanto, a Crise dos Mísseis de Cuba estava escalonando desde setembro e isto fez com que os noticiários não dessem tanto destaque para o voo da Mercury-Atlas 8. A preocupação pública sobre a relativa eficiência dos lançadores espaciais soviético e norte-americano foi substituída por um medo mais real de foguetes militares. Schirra visitou Washington, D.C. em 16 de outubro para receber a Medalha de Serviço Distinto da NASA das mãos de Kennedy, no mesmo dia que o presidente viu pela primeira vez as fotografias dos locais de lançamento em Cuba. O encontro mesmo assim ocorreu e foi amigável e informal apesar das circunstâncias. Schirra posteriormente afirmou que Robert F. Kennedy, irmão do presidente e Procurador-Geral dos Estados Unidos, falou com ele em particular sobre a possibilidade de uma carreira política, da mesma maneira que havia feito com Glenn um ano antes. Entretanto, diferentemente de seu colega, Schirra educadamente recusou e escolheu permanecer na NASA. Ele depois disso foi nomeado como reserva da Gemini III e foi para o espaço pela segunda vez na Gemini VI-A em 1965, realizando o primeiro encontro espacial entre duas naves tripuladas. Por fim, Schirra comandou a Apollo 7 em 1968, a primeira missão tripulada do Programa Apollo. Ele se aposentou como astronauta em julho de 1969, tornando-se a única pessoa a voar nos programas Mercury, Gemini e Apollo.
O sucesso da Mercury-Atlas 8 fez os preparativos para a Mercury-Atlas 9 "consideravelmente mais fáceis", porém alguns comentaristas sugeriram que o Projeto Mercury fosse encerrado para que assim terminasse em um sucesso inquestionável, em vez de arriscar outro voo potencialmente catastrófico. Entretanto, isto não era uma opinião compartilhada pelos planejadores da NASA, que estavam defendendo uma missão de um dia de duração desde meados de 1961, quando a ideia começou a parecer tecnicamente possível. A cápsula Mercury foi livrada do máximo possível de peso em preparação para a Mercury-Atlas 9 com o objetivo de compensar os consumíveis adicionais necessários. As mudanças de equipamentos na Sigma 7 foram usadas para justificar a remoção de 5,4 quilogramas de equipamento de controle e outros 2,3 quilogramas de equipamentos de rádio, além do periscópio de 34 quilogramas que Schirra achou inútil. Houve 183 alterações no total entre as espaçonaves das duas missões. O nova cápsula foi equipada com várias câmeras fotográficas, porém o peso e limitações de energia restringiram o número de experimentos científicos programados para serem realizados.